# Lepophidium microlepis
Lepophidium microlepis är en fiskart som först beskrevs av Gilbert, 1890.  Lepophidium microlepis ingår i släktet Lepophidium och familjen Ophidiidae. IUCN kategoriserar arten globalt som livskraftig. Inga underarter finns listade i Catalogue of Life.